# 金知秀
金知秀（2000年12月12日—），韩国女子柔道运动员，第三代在日韩国人，2018年世界柔道锦标赛混合团体铜牌得主、2021年亚洲柔道锦标赛女子57公斤级银牌得主、2024年亚洲柔道锦标赛女子63公斤级铜牌得主。